# Dom przy ul. Kamiennogórskiej 7 w Chełmsku Śląskim
Dom przy ul. Kamiennogórskiej 7 w Chełmsku Śląskim – znajdujący się w powiecie kamiennogórskim, w Chełmsku Śląskim.
Budynek mieszkalny, murowany z końca XVIII w. Przebudowany w XIX w. W oficynie oryginalne barokowe drzwi z 1 poł. XVIII w. Wpisany na listę zabytków w 1964 r. 